# Bembecia montis
Bembecia montis is een vlinder uit de familie wespvlinders (Sesiidae), onderfamilie Sesiinae.
Bembecia montis is voor het eerst wetenschappelijk beschreven door Leech in 1889. De soort komt voor in het Palearctisch gebied.